# Düziçi
Düziçi este un oraș din Turcia.